# Thelionema grande
Thelionema grande är en grästrädsväxtart som först beskrevs av Cyril Tenison White, och fick sitt nu gällande namn av Rodney John Francis Henderson. Thelionema grande ingår i släktet Thelionema och familjen grästrädsväxter. Inga underarter finns listade i Catalogue of Life.

## Bildgalleri

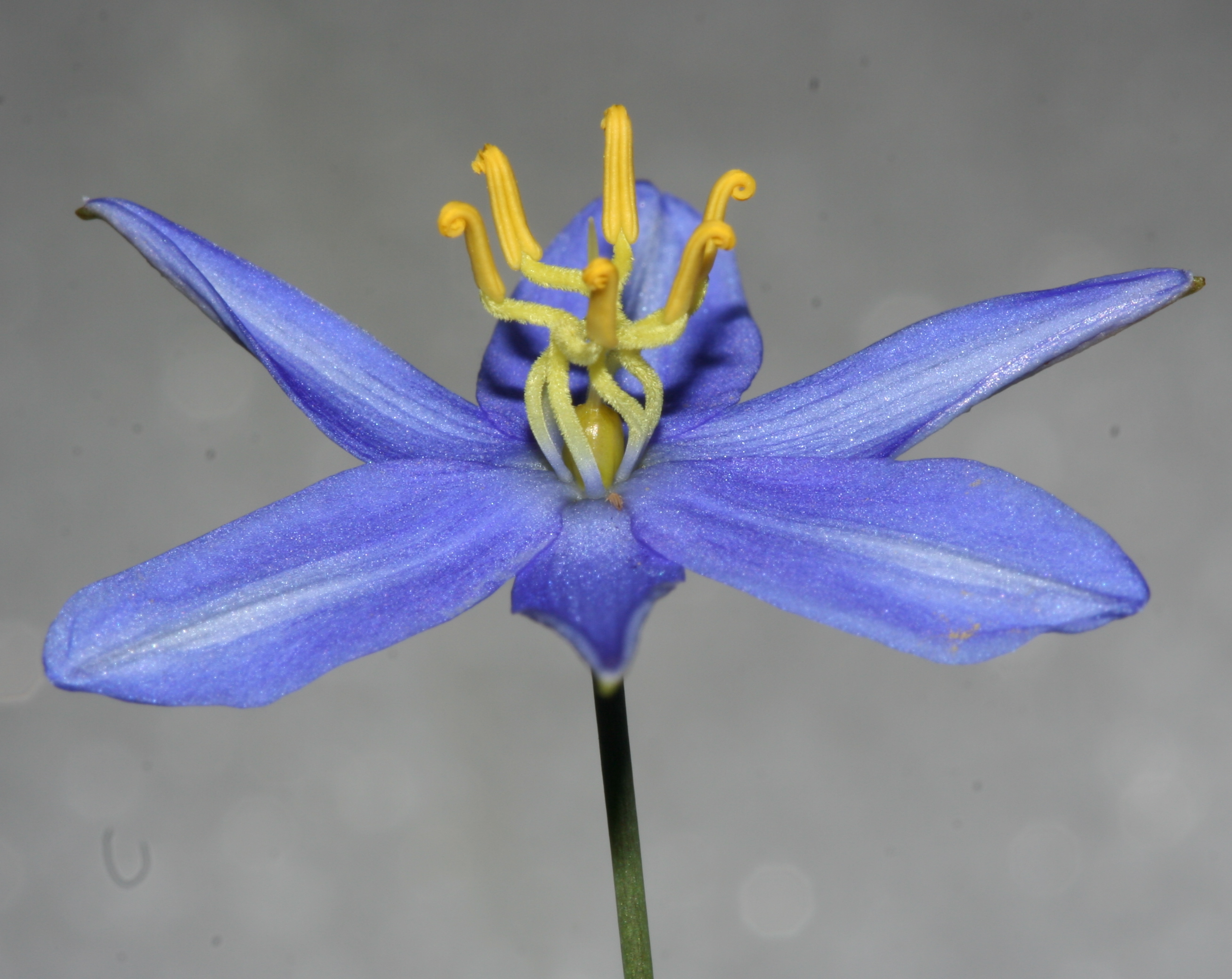